# Golf with Your Friends
Golf with Your Friends es un videojuego de golf de la desarrolladora australiana Blacklight Interactive distribuido por Team17. El juego comenzó en acceso anticipado en Steam el 30 de enero de 2016 y tuvo su lanzamiento final el 19 de mayo de 2020 para Microsoft Windows, Nintendo Switch, PlayStation 4 y Xbox One, y en Google Stadia el 14 de abril de 2022.

## Jugabilidad
Golf With Your Friends permite hasta 12 jugadores jugar en 13 niveles desafiantes de 18 hoyos cada uno, para un total de 234. El juego dispone de un editor de niveles y personalizaciones de bola. Un mapa destacado de The Escapists y Worms está disponible en el juego.

## Desarrollo y lanzamiento
Golf with Your Friends fue desarrollado por el estudio con sede en Brisbane, Blacklight Interactive, que consiste de tres personas, y distribuido por Team17. El juego comenzó en acceso anticipado el 30 de enero de 2016. Fue finalmente lanzado el 24 de mayo de 2020 para Microsoft Windows, Nintendo Switch, PlayStation 4 y Xbox One.

## Recepción
Golf with Your Friends recibió reseñas «mixtas o medias», de acuerdo con el sitio web agregador de reseñas Metacritic.
El juego obtuvo un 9 de 10 de Lyle Carr en GodIsAGeek.com, siendo el puntaje más alto que ha recibido. Él sintió que los fanes del golf se enamorarían del juego, especialmente de los «niveles extravagantes» y los «modos de juego caóticos».
J. Brodie Shirey de Screen Rant le dio al juego cuatro estrellas de cinco, «Excelente». Aunque haya admitido que Golf with Your Friends podrá tener «fallas menores», describió al juego como «divertido» y «colorido». También elogió las físicas dentro del juego como «bastante bien la mayoría de las veces», sintiéndose satisfecho con las variedades en términos de campos y tipos de juego.
Richard Dobson de The Xbox Hub le dejó una reseña de 3,5 estrellas. Él aclamó el juego por presentar una nueva experiencia con «mucha personalización» y «campos muy bien diseñados», al igual que una excelente rejugabilidad. Sin embargo, sintió que el juego tuvo algunos problemas de cámara y bugs pequeños para arreglar.
A.J. Maciejewski escribió una reseña en Videochums.com según su conocimiento de la versión de Xbox One, calificando al juego con 4,9 puntos de un posible 10, siendo el puntaje más bajo que ha recibido. Él sintió que el juego era «prometedor», pero criticó la jugabilidad «extremadamente vacía», la falta de personajes y los glitches que el juego tuvo.